# Rare Earth
Rare Earth («Редкоземельные элементы») — американская рок-группа, образовавшаяся в 1968 году в Детройте, Мичиган, исполнявшая фанк-рок с элементами музыки соул, и ставшая первой «белой» группой, получившей контракт с лейблом Motown Records, который создал филиал Rare Earth Records, названный в её честь. Пик популярности Rare Earth пришёлся на 1970—1972 годы, когда четыре альбома группы входили в первую «тридцатку» списков «Биллборда», а в первую десятку Billboard Hot 100 поднимались синглы «(I Know) I’m Loosing You» (#7, 1970), «Get Ready» (#4, 1970) и «I Just Want to Celebrate» (#7, 1971).

## История группы
История Rare Earth началась с образованием в Детройте ритм-энд-блюзовой группы The Sunliners, в состав которой входили саксофонист Джил Бриджес (англ. Gil Bridges) и барабанщик Пит Ривера (англ. Pete Rivera).

## Дискография
Студийные альбомы
- 1968 — Dreams/Answers
- 1969 — Get Ready
- 1969 — Generation
- 1970 — Ecology
- 1971 — One World
- 1972 — Willie Remembers
- 1973 — Ma
- 1975 — Back to Earth
- 1976 — Midnight Lady
- 1977 — Rarearth
- 1978 — Band Together
- 1978 — Grand Slam
- 1982 — Tight and Hot (канадский релиз)
- 1993 — Different World
- 2005 — Rare Earth
- 2008 — A Brand New World